# Ettore Barelli
Ettore Barelli (Imola, 7 gennaio 1920 – Milano, 8 dicembre 2005) è stato un traduttore, curatore editoriale, scrittore e poeta italiano.
Uomo di lettere e di profonda cultura umanistica, ha per anni lavorato nella scuola italiana come insegnante prima (lettere italiane e latine, storia) nelle scuole superiori e in particolare in alcuni licei milanesi, come preside del liceo scientifico "Elio Vittorini" di Milano poi.
Per anni collaboratore di importanti case editrici (Rizzoli e Mondadori Scolastica in specie) è stato autore di molte traduzioni dal latino (Giovenale, Persio, Ovidio, Virgilio fra gli altri), di libri scolastici di grande fortuna ("La comunicazione letteraria","Mythos" solo per indicarne un paio fra gli oltre quaranta titoli della sua produzione), di alcuni romanzi ("Ritratto di Marta" per i tipi della Rizzoli e "Il liceo di piazza Frattini" per quelli della Mondadori, "Cose quaggiù sì belle", "Il matto in biblioteca e altri racconti","La galleria del corso" per la Casa Editrice La Mandragora); per molto tempo ha lavorato anche come responsabile editoriale della BUR.
Felice oratore, per molti anni ha tenuto conferenze al Teatro Filodrammatici di Milano, il cui contenuto è stato raccolto in due volumi editi da Franco Angeli Editore

### Traduzioni
- Publio Ovidio Nasone, L'arte d'amare, Traduzione di Ettore Barelli, Milano, Rizzoli, 1958 (B.U.R. 1275-1276)
- Euripide, Le baccanti; Jone; Reso, Traduzione e note di Ettore Barelli, Milano, Rizzoli, 1959 (B.U.R. 1443-1445)
- Aulo Persio Flacco, Il libro delle Satire, Traduzione di Ettore Barelli, Milano, Rizzoli, 1959 (B.U.R. 1491)
- Decimo Giunio Giovenale, Satire, Traduzione di Ettore Barelli, Milano, Rizzoli, 1960 (B.U.R. 1551-1553)
- Papa Pio II (Enea Silvio Piccolomini), Criside, traduzione di Ettore Barelli - Milano - Rizzoli - 1968
- Carmina priapea, traduzione, introduzione e note a cura di Ettore Barelli - Milano - Nuova Pratiche - 1997
- Appendix Vergiliana, a cura di Ettore Barelli - Imola - La mandragora - 2000

### Testi originali
- Ritratto di Marta - Milano - Rizzoli - 1963

- Il liceo di piazza Frattini - Milano - A. Mondadori - 1982
- Poesie - Milano  - GIPA - 1982
- Due racconti imolesi, con una nota introduttiva di Aureliano Bassani - Imola - Cars - 1984
- La notte di Erode, dieci scene - Milano - La scarabattola - 1985
- Mythos: dizionario mitologico e di antichità classiche, di Fernando Palazzi; riveduto e arricchito da Ettore Barelli - Milano - B. Mondadori - 1990
- Cose quaggiù sì belle - Imola - Grafiche Galeati - 1997
- La galleria del Corso - Imola - La mandragora - 1999
- Il matto in biblioteca e altri racconti - Imola - La mandragora - 2000
- Dizionario delle citazioni: 5000 citazioni da tutte le letterature antiche e moderne col testo originale, a cura di Ettore Barelli e Sergio Pennacchietti - Milano - BUR - 2001

| Controllo di autorità | VIAF (EN) 12558343 · ISNI (EN) 0000 0000 8092 1475 · SBN CFIV024269 · LCCN (EN) n83123914 · BNF (FR) cb14614285p (data) · J9U (EN, HE) 987007439427805171 · CONOR.SI (SL) 55463779 |